# Marina Zanevska
Marina Volodymyrivna Zanevska (în ucraineană Марина Володимирівна Заневська; n. 24 august 1993) este o tenismenă belgiană născută în Ucraina. Cea mai bună poziție în clasamentul WTA la simplu este locul 62 mondial obținut la 23 mai 2022, iar la dublu locul 86 mondial, la 16 iunie 2014.